# Liste der Biografien/Bouq
Liste der Biografien |
Portal Biografien |
Personensuche
# |
A |
B |
C |
D |
E |
F |
G |
H |
I |
J |
K |
L |
M |
N |
O |
P |
Q |
R |
S |
T |
U |
V |
W |
X |
Y |
Z |
?
 
Ba |
Be |
Bd |
Bg |
Bh |
Bi |
Bj |
Bl |
Bm |
Bn |
Bo |
Br |
Bs |
Bu |
Bw |
By |
Bz
 
Boa–Boc |
Bod |
Boe |
Bof |
Bog |
Boh |
Boi–Bok |
Bol |
Bom |
Bon |
Boo |
Bop |
Boq |
Bor |
Bos |
Bot |
Bou |
Bov–Boz
 
Boua |
Boub |
Bouc |
Boud |
Boue |
Bouf |
Boug |
Bouh |
Boui |
Bouj |
Bouk |
Boul |
Boum |
Boun |
Boup |
Bouq |
Bour |
Bous |
Bout |
Bouu |
Bouv |
Bouw |
Boux |
Bouy |
Bouz
Die Liste der Biografien führt alle Personen auf, die in der deutschsprachigen Wikipedia einen Artikel haben. Dieses ist eine Teilliste mit 10 Einträgen von Personen, deren Namen mit den Buchstaben „Bouq“ beginnt.

## Bouq

### Bouqa
- Bouqantar, Soufiane (* 1993), marokkanischer Langstreckenläufer

### Bouqu
- Bouque, Paul (1896–1979), französischer Geistlicher und Bischof von Nkongsamba
- Bouquet, Carole (* 1957), französische SchauspielerinCarole Bouquet (* 1957)

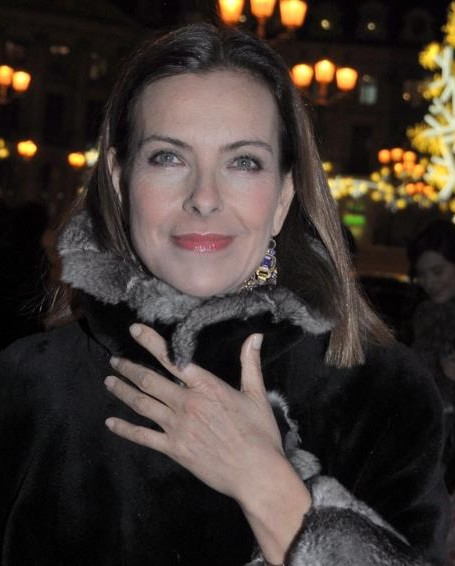
Carole Bouquet (* 1957)

- Bouquet, Henri (1719–1765), Schweizer Söldner
- Bouquet, Jean-Claude (1819–1885), französischer Mathematiker
- Bouquet, Martin (1685–1754), französischer Kleriker und Historiker
- Bouquet, Michel (1925–2022), französischer Schauspieler
- Bouquet, Nicholas (1842–1912), deutscher Soldat
- Bouquier, Arthur (* 2000), französischer Tennisspieler
- Bouquin, Pierre († 1582), französischer reformierter Theologe